# Sternbergia pulchella
Sternbergia pulchella är en amaryllisväxtart som beskrevs av Pierre Edmond Boissier och Emanuel Blanche. Sternbergia pulchella ingår i släktet Sternbergia och familjen amaryllisväxter. Inga underarter finns listade i Catalogue of Life.